# 徐世勲
徐世勲（1976年1月30日—），台灣政治人物、生技界與飯店管理界人士，現任臺北市政府環境保護局局長，無黨籍，曾任第12屆台北市議員、臺北市政府客家事務委員會主任委員。

## 家庭背景
父親為新竹縣新豐鄉前鄉長徐鏡蘭，母親為簡百合，姊姊為現任新竹縣第一選舉區立委徐欣瑩。

## 從政經歷
- 2014年，徐世勲以無黨籍身分參選台北市議員（第三選區），11月29日，以1萬9,037票高票當選。12月25日，宣誓就職。[2]
- 2015年3月22日，加入民國黨。
- 2018年，徐世勲以民國黨身分二度參選台北市議員（第三選區）爭取連任，11月24日，最終以8675票落選，議員任期至2018年12月25日止。[3][4][5]
- 2018年12月25日，徐世勳正式接任臺北市政府客家事務委員會主委。[6][7]
- 2019年1月25日，加入國會政黨聯盟。
- 2020年3月31日，國會政黨聯盟解散後，恢復無黨籍人士身分。
- 2022年12月23日，準臺北市市長蔣萬安宣布徐世勲續任臺北市政府客家事務委員會主委。

## 選舉紀錄
| 年度 | 選舉屆數               | 選舉區           | 所屬政黨 | 得票數 | 得票率 | 當選標記 | 備註  |
| ---- | ---------------------- | ---------------- | -------- | ------ | ------ | -------- | ----- |
| 2014 | 第十二屆臺北市議員選舉 | 臺北市第三選舉區 | 無黨籍   | 19,037 | 7.91%  |          | [ 8 ] |
| 2018 | 第十三屆臺北市議員選舉 | 臺北市第三選舉區 | 民國黨   | 8,675  | 3.89%  |          | [ 9 ] |

## 外部連結
- 台北市議員徐世勲 官網
- 台北市議員徐世勲 議員簡介 （页面存档备份，存于）
- 徐世勲的Facebook專頁